# 大海之女
大海之女，是日本純種競賽馬匹。生涯活躍於中長途賽事，曾勝出府中牝馬錦標，亦於女皇伊利沙伯二世盃及有馬紀念中跑獲亞軍。

## 出賽前
2015年2月5日出生於北海道安平町北部牧場，成長途中於一口馬主俱樂部Silk Racing Co. Ltd.進行馬主募集。
其後交由栗東訓練中心練馬師池添學訓練。

## 競賽生涯

### 2歲
2018年1月21日出戰中京競馬場2歲新馬戰，雖然在初段因為漏閘保持在後方位置，但迅速調整後上前進佔先頭部隊之中，進入直路後隨即加速超越對手率先衝線取得首勝。
其後以櫻花賞作為目標下出戰前哨戰鬱金香賞，但再度因為漏閘影響下始終在中後方位置徘徊，在直路上亦未能順利上前加速，最終僅跑獲第四。
未能出戰櫻花賞下改為出戰花仙錦標以求取得優駿牝馬（日本橡樹大賽）的優先出賽權，但第三度漏閘下繼續雖然留後，最終追到後上不及敗於Satono Walkure、生科先驅及樸素無華下以第四完賽，繼續無緣出戰一級賽。
1個月後隨即出戰公開賽白百合錦標，本次比賽正常出閘下保持在中團位置，在直路上奮力追趕前方的賽駒，但最終敗於領放馬Meisho Tekkon取得亞軍。
8月重返條件戰級別的賽事，本次比賽縱然在後方位置推進，但在對面直路中段經已開始變奏上前，在第三、四彎道處處於先頭第三附近。進入直路後，其迅速展開加速開始拋離後方對手，最終成功以3 1/2馬位優勢率先衝線。
秋季出戰玫瑰錦標作為熱身，作為第二人氣下其選擇居中戰術，一直保持在有利位置下在直路開始加速，最終跑出不俗的末腳速度下僅敗於輕柔流暢下以第二完賽，取得秋華賞的優先出賽權。
其後按照計劃出戰秋華賞，本次比賽順利出閘之下逐步上前，在第一、二彎道處開始進入中團馬群之中緩慢推進。進入直路後，其順利重馬群之中突圍，最終稍為加速之下以第四完賽。

### 4歲
2019年以京都金盃作為年度首戰，然而在直路上被阻擋下未能加速下以第七落敗，其後的阪神牝馬錦標中亦以第十大敗。
2個月後以葉森盃作為目標，本次比賽一反常態以領放姿態展開推進，一直維持在隊伍最先頭的位置下在直路開始加速，但被Leyenda超越下取得亞軍。
進入夏季後出戰關屋紀念，但僅跑獲第五的戰績，其後在秋季出戰表列賽十月錦標以第三完賽。
11月10日以女皇伊利沙伯二世盃作為目標，沿途守着約莫第五、六的位置下嘗試在直路加速衝刺，但僅能維持均速下最終以第六完賽。

### 5歲
2020年首戰仍然為雌馬限定賽事愛知盃，然而在第三、四彎道中間開始失速下最終以第九大敗。
4月25日出戰福島牝馬錦標，在後方位置逐步上前下仍然以第五落敗，隨後再度出戰葉森盃下卻未能維持上年度的表現，最終以第十三大敗。
8月30日決定以公開賽小倉日經公開賽作為目標，本次比賽採取後上戰術下一直維持在隊伍最後方，直至第四彎道才逐步發力尋找加速點。進入直路後，其迅速在外檔位置進入狀態，不斷加速下蠶食前方賽駒下取得時隔2年的勝利。
10月17日繼續出戰府中牝馬錦標，賽前因賽績不穩下取得尾二人氣。比賽開始後，面對軟地馬場下其仍然選擇以後上戰術展開推進，在彎道處逐步抽出外檔望空。進入直路後，其順利展開加速並成功突圍，在中段超越前方的影子歌姬下繼續拉開和後方的距離，最終以3馬位優勢取得首個分級賽冠軍，同時和1星期前勝出的四分三弟戰舞者達成姐弟連續2週分級賽制霸。
11月15日以優先出賽權身份出戰女皇伊利沙伯二世盃，比賽初段仍然以後上的策略展開推進，在彎道處逐步望空準備加速。進入直路後，其爆發不俗的末腳速度直迫前方，最終跑出後600米33.7秒的速度下僅敗於一早透出的旺紫丁，以第二的戰績完賽。
12月17日選擇以有馬紀念作為退役戰，本次比賽因前仗騎師北村友一選擇策騎其主戰賽駒創世駒，因而改由松山弘平執繮。比賽開始後，其繼續在後方位置展開推進並等待時機，在第三彎道未有動作下在第四彎道初段才逐步取位。進入直路後，其在外檔位置成功尋找到加速點，迅速啟動下爆發末腳速度不斷縮窄和前方的距離，最終追過氣自豪及旺紫丁下僅未能超越創世駒，再度以取得第二的戰績，同時亦是首次有馬紀念中由雌馬包辦一二名。
賽後，陣營按照原定計劃安排其退役，同時在翌年1月4日取消日本中央競馬會的賽駒註冊。

### 詳細賽績
| 日期       | 舉辦國家 | 馬場 | 距離   | 級別 | 賽事名稱           | 負重 | 騎師     | 馬號 | 出馬 | 名次 | 時間   | 頭馬（二馬）     |
| ---------- | -------- | ---- | ------ | ---- | ------------------ | ---- | -------- | ---- | ---- | ---- | ------ | ---------------- |
| 21/1/2018  | 日本     | 中京 | 草1600 |      | 3歲新馬            | 54   | 池添謙一 | 5    | 16   | 1    | 1:37.2 | （Narita Hades） |
| 3/3/2018   | 日本     | 阪神 | 草1600 | GII  | 鬱金香賞           | 54   | 池添謙一 | 10   | 10   | 4    | 1:34.1 | 旺紫丁           |
| 22/4/2018  | 日本     | 東京 | 草2000 | GII  | 花仙錦標           | 54   | 池添謙一 | 1    | 16   | 4    | 1:59.7 | Satono Walkure   |
| 27/5/2018  | 日本     | 京都 | 草1800 | OP   | 白百合錦標         | 54   | 北村友一 | 7    | 9    | 2    | 1:46.4 | Meisho Tekkon    |
| 5/8/2018   | 日本     | 小倉 | 草1700 |      | 青島特別           | 52   | 北村友一 | 7    | 10   | 1    | 1:32.7 | （A Ballata）    |
| 16/9/2018  | 日本     | 阪神 | 草1800 | GII  | 玫瑰錦標           | 54   | 池添謙一 | 5    | 15   | 2    | 1:45.9 | 輕柔流暢         |
| 14/10/2018 | 日本     | 京都 | 草2000 | GI   | 秋華賞             | 55   | 池添謙一 | 5    | 17   | 4    | 1:59.0 | 杏目             |
| 5/1/2019   | 日本     | 京都 | 草1600 | GIII | 京都金盃           | 53   | 池添謙一 | 2    | 17   | 7    | 1:35.3 | Pax Americana    |
| 6/4/2019   | 日本     | 阪神 | 草1600 | GII  | 阪神牝馬錦標       | 54   | 池添謙一 | 1    | 14   | 10   | 1:33.9 | 覓奇魔力         |
| 9/6/2019   | 日本     | 東京 | 草1800 | GIII | 葉森盃             | 54   | 丸山元氣 | 6    | 13   | 2    | 1:49.2 | Leyenda          |
| 11/8/2019  | 日本     | 新潟 | 草1600 | GIII | 關屋紀念           | 54   | 丸山元氣 | 5    | 17   | 5    | 1:32.4 | Mikki Glory      |
| 21/10/2019 | 日本     | 東京 | 草2000 | L    | 十月錦標           | 54   | 石橋脩   | 9    | 13   | 3    | 1:59.3 | 大和卡尼         |
| 10/11/2019 | 日本     | 京都 | 草2200 | GI   | 女皇伊利沙伯二世盃 | 56   | 川田將雅 | 17   | 18   | 6    | 2:14.5 | 旺紫丁           |
| 18/1/2020  | 日本     | 小倉 | 草2000 | GIII | 愛知盃             | 55   | 川田將雅 | 16   | 16   | 9    | 2:02.4 | 電工使者         |
| 25/4/2020  | 日本     | 福島 | 草1800 | GIII | 福島牝馬錦標       | 54   | 吉田隼人 | 3    | 16   | 5    | 1:47.2 | 波爾卡舞         |
| 14/6/2020  | 日本     | 東京 | 草1800 | GIII | 葉森盃             | 54   | 石橋脩   | 7    | 18   | 13   | 1:49.9 | 大和卡尼         |
| 30/8/2020  | 日本     | 小倉 | 草1800 | OP   | 小倉日經公開賽     | 54   | 北村友一 | 10   | 12   | 1    | 1:46.1 | （皇庭譜曲）     |
| 17/10/2020 | 日本     | 東京 | 草1800 | GII  | 府中牝馬錦標       | 54   | 北村友一 | 4    | 8    | 1    | 1:48.5 | （影子歌姬）     |
| 15/11/2020 | 日本     | 阪神 | 草2200 | GI   | 女皇伊利沙伯二世盃 | 56   | 北村友一 | 13   | 18   | 2    | 2:10.4 | 旺紫丁           |
| 27/12/2020 | 日本     | 中山 | 草2500 | GI   | 有馬紀念           | 55   | 松山弘平 | 14   | 16   | 2    | 2:35.0 | 創世駒           |

## 退役後
退役後，大海之女成為了繁殖雌馬，於北海道安平町北部牧場休養，在2021年進行配種。首匹子嗣Sant'Andrea在2022年出生，可於2024年出賽。
|        | 马名         | 出生年份 | 性别 | 父亲     | 稳定的         | 马主               | 业绩记录             |
| ------ | ------------ | -------- | ---- | -------- | -------------- | ------------------ | -------------------- |
| 第一匹 | Sant'Andrea  | 2022     | 雌   | 神威啟示 | 栗東・池添學   | Silk Racing Co Ltd | 4戰0冠1亞0季（現役） |
| 第二匹 | Salesio      | 2023     | 雄   | 神威啟示 | 美浦・田中博康 | Silk Racing Co Ltd | （出賽前）           |
| 第三匹 | 大海之女2024 | 2024     | 雌   | 農神節慶 |                |                    |                      |

## 血統簡介
父系大震撼爲日本賽駒，爲日本賽馬史上第二匹無敗三冠馬，生涯出戰十四場賽事僅得兩場未能勝出，退役後配種成績亦極爲優秀。祖父週日寧靜是美國三冠賽雙冠馬，退役後在日本配種，在日本馬壇相當成功，贏得多項分級賽事，其子嗣贏得巨額獎金。
母系Salomina爲德國賽駒，生涯戰績優秀，曾勝出一級賽德國橡樹大賽。外祖父樂美德爲英國生產的德國及美國賽駒，生涯戰績亦非常優秀，曾勝出柏林大賽、巴登大賽及歐洲大賽等一級賽。

### 血統表
| 父線：週日寧靜系（Halo系）        |                              |              |                 |
| 種馬 大震撼 2002年（棗色）        | 週日寧靜 1986年（棕色）      | Halo         | Hail to Reason  |
| 種馬 大震撼 2002年（棗色）        | 週日寧靜 1986年（棕色）      | Halo         | Cosmah          |
| 種馬 大震撼 2002年（棗色）        | 週日寧靜 1986年（棕色）      | Wishing Well | Understanding   |
| 種馬 大震撼 2002年（棗色）        | 週日寧靜 1986年（棕色）      | Wishing Well | Mountain Flower |
| 種馬 大震撼 2002年（棗色）        | 風中秀髮 1991年（棗色）      | Alzao        | 利法爾          |
| 種馬 大震撼 2002年（棗色）        | 風中秀髮 1991年（棗色）      | Alzao        | Lady Rebecca    |
| 種馬 大震撼 2002年（棗色）        | 風中秀髮 1991年（棗色）      | Burghclere   | Busted          |
| 種馬 大震撼 2002年（棗色）        | 風中秀髮 1991年（棗色）      | Burghclere   | Highclere       |
| 繁殖雌馬 Salomina 2009年（棗色）  | 樂美德 1988年（栗色）        | Niniski      | 尼真斯基        |
| 繁殖雌馬 Salomina 2009年（棗色）  | 樂美德 1988年（栗色）        | Niniski      | Virginia Hills  |
| 繁殖雌馬 Salomina 2009年（棗色）  | 樂美德 1988年（栗色）        | La Colorada  | Surumu          |
| 繁殖雌馬 Salomina 2009年（棗色）  | 樂美德 1988年（栗色）        | La Colorada  | La Dorada       |
| 繁殖雌馬 Salomina 2009年（棗色）  | Saldentigerin 2001年（棗色） | 虎山行       | 丹山            |
| 繁殖雌馬 Salomina 2009年（棗色）  | Saldentigerin 2001年（棗色） | 虎山行       | The Filly       |
| 繁殖雌馬 Salomina 2009年（棗色）  | Saldentigerin 2001年（棗色） | Salde        | Alkalde         |
| 繁殖雌馬 Salomina 2009年（棗色）  | Saldentigerin 2001年（棗色） | Salde        | Saite           |
| 雌系：Schwarzgold系（號族：16-c） |                              |              |                 |
| 五代內近親交配：北地舞人 5×5      |                              |              |                 |

## 命名由來
名字Salacia（サラキア）為古羅馬神話中的海洋女神：薩拉喀亞（對應自希臘神話的安菲屈蒂），香港以「大海之女」作為翻譯。

## 外部連結
- 大海之女 netkeiba.com
- 血統表